# 86 Pegasi
86 Pegasi är en gul jätte i stjärnbilden Pegasus.
86 Pegasi har visuell magnitud +5,54. Den befinner sig på ett avstånd av ungefär 375 ljusår.